# Милли, Алексей Прокопьевич
Алексей Прокопьевич Милли (Прокопьев; 12.2.1894, д. Шурут-Нурусово, Буинский уезд, Казанская губерния — 14.1.1942, Северо-Уральский ИТЛ, Свердловская область) — чувашский публицист, поэт, этнограф, фольклорист

## Биография
Родился 12 февраля 1894 года в деревне Шурут-Нурусово Буинского уезда Казанской губернии (ныне — Комсомольский район Республики Чувашия).
В 1918 году окончил Казанскую духовную семинарию.
В 1917-19 был ответственным секретарём, редактором газет «Хыпар», «Канаш», «Чухăнсен сасси» (Голос бедноты), преподавал в Симбирском чувашском педагогическом техникуме, работал научным сотрудником в Центральном музее народного образования.
В 1920 году организовал общество чувашских литераторов в Симбирске.
В 1920—1922 годах работал в Симбирском губернском отделе народного образования, организовал литературный альманах «Атăл юрри» (Голос Волги), был членом редколлегии.
В 1922 году переехал в Чебоксары. До 1923 года был председателем переводческой комиссии при Чувашском областном отделе народного образования, заведующим архивного бюро ЧАО. В 1923 году в Чебоксарах организовал Общество чувашских литераторов и Общество чувашеведения.
Осенью 1923 года поехал на учёбу в Москву. В 1927 году организовал Общество изучения чувашской культуры в Москве. В 1929 году окончил аспирантуру Комитета исследования языков и культуры Восточных народов СССР.
В 1938 г. репрессирован.
Умер 14 января 1942 года в Североуральском лагере Свердловской области.
В 1956 году реабилитирован.

## Творчество
Выступал в периодической печати со статьями по вопросам национально-культурного строительства чувашского народа.
Автор ряда стихотворений, также перевёл на чувашский язык поэму А. С. Пушкина «Цыгане» (1914), русские революционные песни, собирал фольклорный и этнографический материал.